# 羟脯胺酸
羥脯胺酸（英語：Hydroxyproline）也稱作(2S,4R)-4-羥脯胺酸，或是L-羥脯胺酸(C5H9O3N)，是一種常見的非標準蛋白質氨基酸，而它的縮寫則是 HYP。

## 結構和發現
在1902年時，赫爾曼·埃米爾·費歇爾從水解明膠中分離出了羥脯胺酸。在1905年時，Hermann Leuchs合成出了4-羥基脯氨酸的外消旋混合物
。 羥脯氨酸有別於脯胺酸（英語：Proline），有一個鍵結在 γ 碳原子上的（OH）基團存在。 

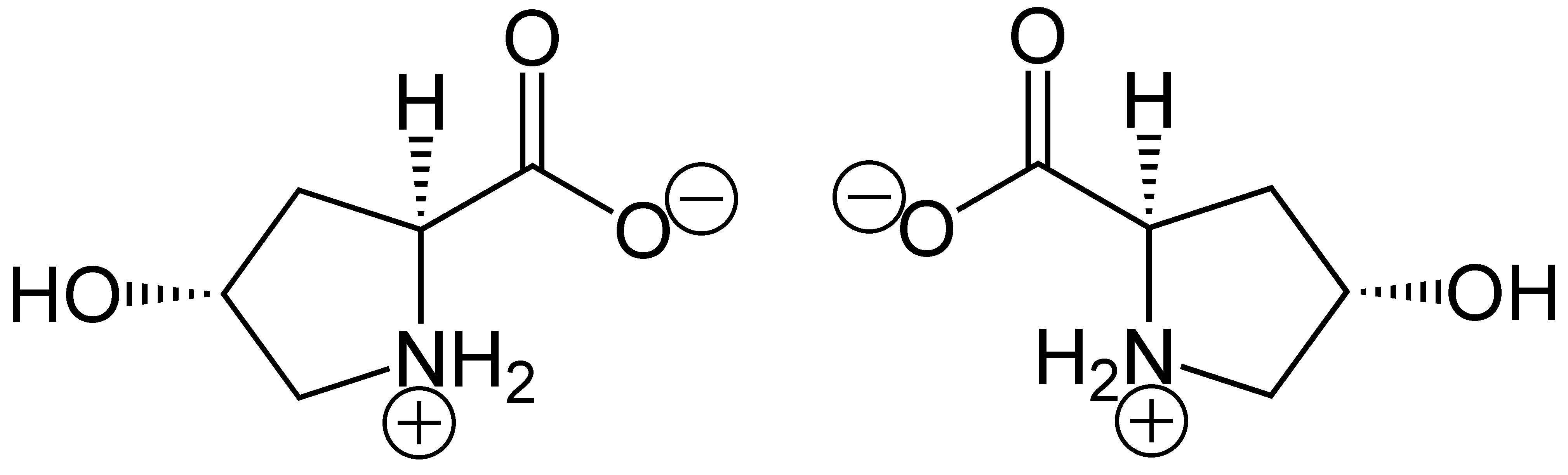
兩性離子結構(2S,4R)-4-羥脯胺酸 (左) and (2R,4S)-4-羥脯胺酸 (右)

## 合成和功能
羥脯氨酸的製備是藉由脯氨酸經脯氨酰羥化酶行羥基化反應後，在 γ 碳原子上鍵結一個（OH）基團。（此為一種轉譯後修飾）
脯氨酰羥化酶的催化反應發生在內質網的內腔中。 
雖然羥脯氨酸並不直接被納為蛋白，但在動物組織中發現約含有4%的羥脯氨酸，其含量高於其他七種氨基酸。 羥脯氨酸是膠原蛋白的主要組成部分，羥脯氨酸和脯氨酸是影響了膠原蛋白穩定性的關鍵，他們促使了膠原蛋白形成螺旋狀的結構。在典型的膠原蛋白的 Xaa-Yaa-Gly 三元組序列中（其中Xaa與Yaa可以是任何一種氨基酸），羥基化的脯氨酸會取代 Yaa 的位置，而產生 Xaa-Hyp-Gly 這個序列，這種脯氨酸殘基的修飾增加了膠原蛋白中三螺旋結構的穩定性。 最初被提出的說法是，由於水分子形成的氫鍵網絡連接了脯氨酰羥基與主鏈羰基基團，而維持了穩定性。 之後被指出，穩定性的增加，主要是藉由立體電子效應和羥脯氨酸殘基的水合所提供的額外穩定性。 除了膠原蛋白以外，在哺乳動物的彈性蛋白和 Argonaute 2 中也具有與膠原蛋白相似的結構區域，其中也含有羥基脯氨酸。 有些蝸牛毒素，芋螺毒素，也含有羥脯氨酸，但是並無與膠原蛋白相似的序列存在。
脯氨酸的羥基化作用已經被證實了，會促使缺氧誘導因子（HIF）中的α次單元（HIF-1α）經蛋白酶解作用後被降解。 在常氧（正常氧氣條件下），EGLN1 （页面存档备份，存于）蛋白會羥基化在 HIF-1α 的564位置上的脯氨酸， 這促使了其會被 von Hippel-Lindau tumor suppressor (pVHL)泛素化，之後便會觸發蛋白酶體的作用，而遭到降解。
因為這個原因，羥脯氨酸的含量也已經被用來作為一個指標，來確定膠原蛋白與明膠的量。不只在膠原蛋白中，羥脯氨酸也在一些其他的蛋白中被找到，
在植物細胞壁中也發現了富含羥脯氨酸的醣蛋白。

## 臨床意義
脯氨酸羥化與抗壞血酸（維生素C）相關。 最明顯的，在人體內缺乏抗壞血酸的第一影響（牙齦和頭髮的問題），就是因為膠原蛋白中缺陷了羥基化的脯氨酸殘基，而使膠原蛋白分子的穩定性降低，導致壞血病。
血液和尿液中羥脯氨酸的增加，也已經在佩吉特氏病（Paget's disease）中被證實了
。

## 其他的羥基脯氨酸
自然界中也存在著其它的羥基脯氨酸。 其中最值得注意的是 2,3-cis-、3,4-trans-和3,4-dihydroxyproline，其出現在矽藻的細胞壁，並且被假設具有使二氧化矽沉積的功能。 羥脯氨酸也存在於卵菌的外壁上，或與真菌相似的原生矽藻中。 (2S,4S)-cis-4-羥基脯氨酸是在鵝膏菌屬蘑菇的毒素環肽中發現。（例如，α-鵝膏蕈鹼和鬼筆環肽(phalloidin)）

## 延伸閱讀
- Imino acid
- Hydroxylysine

## 外部連結
- Molecular mechanics parameters （页面存档备份，存于）

## 其他圖片

脯胺酸